# Juan Nerón Tonazzi
Juan Nerón Tonazzi (Buenos Aires, 8 de mayo de 1888 - Buenos Aires, 28 de septiembre de 1967) fue un político y militar argentino. Ejerció como Ministro de Guerra de 1940 a 1942, durante la presidencia de Roberto Marcelino Ortiz y Ramón S. Castillo.

## Biografía
Ingresó al Colegio Militar de la Nación en 1904, y se graduó como subteniente de artillería.
Entre 1925 y 1926 actuó como agregado militar ante la embajada argentina en Italia. A su regreso al país fue designado secretario del ministro de Guerra. Después se desempeñó como Subdirector del Colegio Militar y nuevamente agregado militar, esta vez en la embajada argentina ante el Uruguay (1931).
Fue edecán y camarada del presidente de la Nación Agustín Pedro Justo, después se desempeñó nuevamente como subdirector del Colegio Militar. Ascendió al grado de coronel en 1933 y en 1936 se lo designó director del Colegio Militar. En 1939 fue nombrado comandante de la Tercera División de Ejército y promovido a general de brigada.
Durante su gestión se inauguraron las modernas instalaciones del Colegio Militar ubicadas en El Palomar.
El 7 de septiembre de 1940 fue designado secretario de Estado en el Departamento de Guerra. Durante su ministerio, el general Tonazzi impulsó la producción nacional de materiales bélicos.
Fue ministro de guerra durante el período en que el vicepresidente Ramón S. Castillo, ejerció la presidencia por licencia del presidente Roberto Marcelino Ortiz, y continuó en ese cargo tras la renuncia definitiva y posterior fallecimiento de este. En noviembre de 1942 presentó su renuncia a su cargo ante el presidente Castillo y fue reemplazado por el general Pedro Pablo Ramírez.
Falleció en Buenos Aires el 28 de septiembre de 1967.